# توماس رادیک
توماس رادیک (استونیایی: Toomas Raadik؛ زادهٔ ۱۵ اوت ۱۹۹۰) بازیکن بسکتبال اهل استونی است.
از باشگاه‌هایی که در آن بازی کرده‌است می‌توان به باشگاه بسکتبال پاولوس پارنو و باشگاه بسکتبال کالو اشاره کرد.